# Stade d'athlétisme István-Gyulai
 (septembre 2024).
Si vous disposez d'ouvrages ou d'articles de référence ou si vous connaissez des sites web de qualité traitant du thème abordé ici, merci de compléter l'article en donnant les références utiles à sa vérifiabilité et en les liant à la section « Notes et références ».
Le Stade d'athlétisme István-Gyulai (en hongrois, Gyulai István Atlétikai Stadion) est un stade d'athlétisme situé à Debrecen en Hongrie. Il porte le nom d'István Gyulai (en), un journaliste et dirigeant sportif, depuis 2006.
Le stade a accueilli les Championnats du monde d'athlétisme jeunesse 2001 at les Championnats d'Europe espoirs d'athlétisme 2007.